# (4671) Drtikol
(4671) Drtikol es un asteroide perteneciente al cinturón de asteroides, descubierto el 10 de enero de 1988 por Antonín Mrkos desde el Observatorio Kleť, České Budějovice, República Checa.

## Designación y nombre
Designado provisionalmente como 1988 AK1. Fue nombrado Drtikol en honor al fotógrafo checo František Drtikol que destacó por sus retratos en blanco y negro estilo Art Nouveau y desnudos en estudio usando patrones geométricos de sombras y luces.

## Características orbitales
Drtikol está situado a una distancia media del Sol de 2,385 ua, pudiendo alejarse hasta 2,535 ua y acercarse hasta 2,236 ua. Su excentricidad es 0,062 y la inclinación orbital 4,815 grados. Emplea 1345 días en completar una órbita alrededor del Sol.

## Características físicas
La magnitud absoluta de Drtikol es 13,2. Tiene 6,177 km de diámetro y su albedo se estima en 0,266.